# Коренчевський Володимир Георгійович
Володимир Георгійович Коренчевський (15 січня 1880, Віленська губернія — 9 липня 1959, Лондон) — відомий британський патолог, геронтолог, фармаколог та бактеріолог.

## Життєпис
Народився 15 січня 1880 року в місті Ошмяни, Віленської губернії тодішньої Російської імперії. Батько — Георгій Осипович Коренчевський (нар. 1849), був надвірним радником і старшим помічником наглядача II округу Ліфляндського акцизного управління. Мати — Вільгельміна (Ніна) Федорівна (уроджена Гундрізер). Крім нього в родині виховувалися молодші брати — Павло (нар. 1881), Андрій (нар. 1887) та сестра Надія (нар. 1882).
Навчався у Другій Віленській гімназії (1890—1891). У 1898 році В. Коренчевський закінчує Ризьку Олександрівську гімназію зі срібною медаллю і вступає до Імператорської Військово-медичної академії в Санкт-Петербурзі, яку закінчує з відзнакою в 1903. Навчаючись в академії Коренчевський отримує золоту медаль імені Тучемського за роботу «Порівняльно-фармакологічні дії отрут на одноклітинних тваринах» (1902), яку він виконав у фармакологічній лабораторії Миколи Кравкова.
Під час російсько-японській війні (1904—1905) працював ординатором та завідувачем хіміко-бактеріологічної лабораторії у Харбінському зведеному госпіталі № 1. Учасник ліквідації вогнищ чуми в Монголії. У 1904 був секретарем Харбінського військово-санітарного товариства.
Пізніше пройшов стажування з бактеріології у професора Георгія Габричевського, з 1906 року Коренчевський почав цікавитися геронтологією.
Влітку 1908 стажувався в Парижі в лабораторії Іллі Мечникова в Інституті Пастера. 1909 року Володимир Коренчевський захищає докторську дисертацію «До вчення про шлунково-кишкове самоотруєння» і стає приват-доцентом Московського університету по кафедрі загальної та експериментальної патології. Через рік, 1910 року, Іван Павлов запрошує В. Коренчевського працювати у Фізіологічному відділі Інституту експериментальної медицини та на кафедрі фізіології Військово-медичної академії.
Дружина — Женні Альфредівна (нар. 1875). Доньки — Зінаїда (нар. 1907) і Марина (нар. 1911).
Під час Першої світової війни працював за сумісництвом у Товаристві Червоного Хреста як член ради складів. З 1916 — статський радник. Після Жовтневого перевороту став членом господарського комітету Військово-медичної академії. Брав участь у проведенні просвітницьких лекцій при науково-медичному відділі Народного комісаріату з освіти.
У квітні 1919 року був відряджений до Севастополя, де працював на біологічній станції. У Криму В. Коренчевський приєднався до Білої Армії. Був помічником генерала Антона Денікіна з санітарних питань. У цей час став приват-доцентом Таврійського університету, де викладав на медичному факультете.
Разом із сім'єю у березні 1920 року на пароплаві «Габсбург» був евакуйований з Новоросійська до Салоніки, а звідти до Королівства сербів, хорватів та словенців. Пізніше перебрався до Великобританії, де отримав британське громадянство.
З 1920 по 1945 рік працював у Медичному дослідному центрі та був старшим науковим співробітником Лістерівського інституту превентивної медицини. У ході вивчення вітамінів та гормонів підготував понад 100 наукових статей, які були опубліковані у журналах Великобританії та США.
Влітку 1939 заснував «Клуб вивчення старіння», який пізніше став іменуватися як «Британське товариство з вивчення старіння». У 1945 створив Оксфордську геронтологічну лабораторію. Після звільнення В. Коренчевського з посади директора лабораторії у 1952 році, вона була переведена в Лондонський шпиталь Святого Бартолом'ю.
Став засновником Міжнародної геронтологічної асоціації. На першому міжнародному конгресі геронтологів у 1950 році В. Коренчевського обрали довічним членом правління.
Помер 9 липня 1959 року у Лондоні.